# Vähä-Tyrniö
Vähä-Tyrniö är en ö i Finland. Den ligger i sjön Otajärvi och i kommunen Letala i den ekonomiska regionen Nystadsregionen och landskapet Egentliga Finland, i den sydvästra delen av landet, 200 km väster om huvudstaden Helsingfors. Öns area är 0,6 hektar och dess största längd är 150 meter i sydväst-nordöstlig riktning.